# Daniellia oblonga
Espèce
Synonymes
- Daniellia thurifera sensu J.Leonard[1]

Statut de conservation UICN

 VU A1c : Vulnérable
Daniellia oblonga est une espèce de plantes à fleurs de la famille des Fabaceae.

## Publication originale
- Flora of Tropical Africa 2: 301. 1871.